# Миллович, Вилли
Вилли Миллович (нем. Willy Millowitsch, 8 января 1909 года, Кёльн— 20 сентября 1999 года, Кёльн) — немецкий театральный и телевизионный актёр. Считается самым известным актёром и директором частного народного театра в Кёльне (Volkstheater Millowitsch). Почётный гражданин Кёльна (1989).

## Биография

### Начало
Вилли Миллович происходил из старинной актёрской династии, принадлежал к шестому поколению актёров в этой семье. Его родителями были актёр из Дюссельдорфа Петер Вильгельм Миллович (1880—1945) и его жена, венская актриса Кете Планк (1881—1942). Его тётей была актриса и певица Корди Миллович. Ещё в детстве мальчик больше интересовался театром отца, чем школой. В 1922 году он оставил школу и стал играть на сцене семейного театра, где показывали забавные истории из повседневной жизни. В 1940 году он взял на себя управление театром своего отца, где был занят в качестве режиссёра и ведущего актёра.
В 1939 году Вилли Миллович женился на Линни Люттген, но позже они расстались.
Во время Второй Мировой войны театр Миловича на Аахенер штрассе (Кёльн) серьезно не пострадал. По просьбе временно назначенного американцами бургомистра Кёльна Конрада Аденауэра (англичане ему не окажут такого доверия) спектакли в народном театре были возобновлены уже в октябре 1945 года, и до 1949 года представления давались ежедневно. В течение многих лет в этом же театре играла Люси Миллович, с которой он стоял на сцене в течение нескольких десятилетий.
28 сентября 1946 года Миллович женился на Герде Фельдхофф. У них было четверо детей: Катарина, Петер, Сюзанна и Мариэль. Все дети Вилли, за исключением Сюзанны, унаследовали интерес к актёрской профессии. В 1998 году руководителем театра стал Петер Миллович, но 25 марта 2018 года он был вынужден закрыть театр по объективным причинам (в первую очередь, из-за потери интереса зрителя к их представлениям).

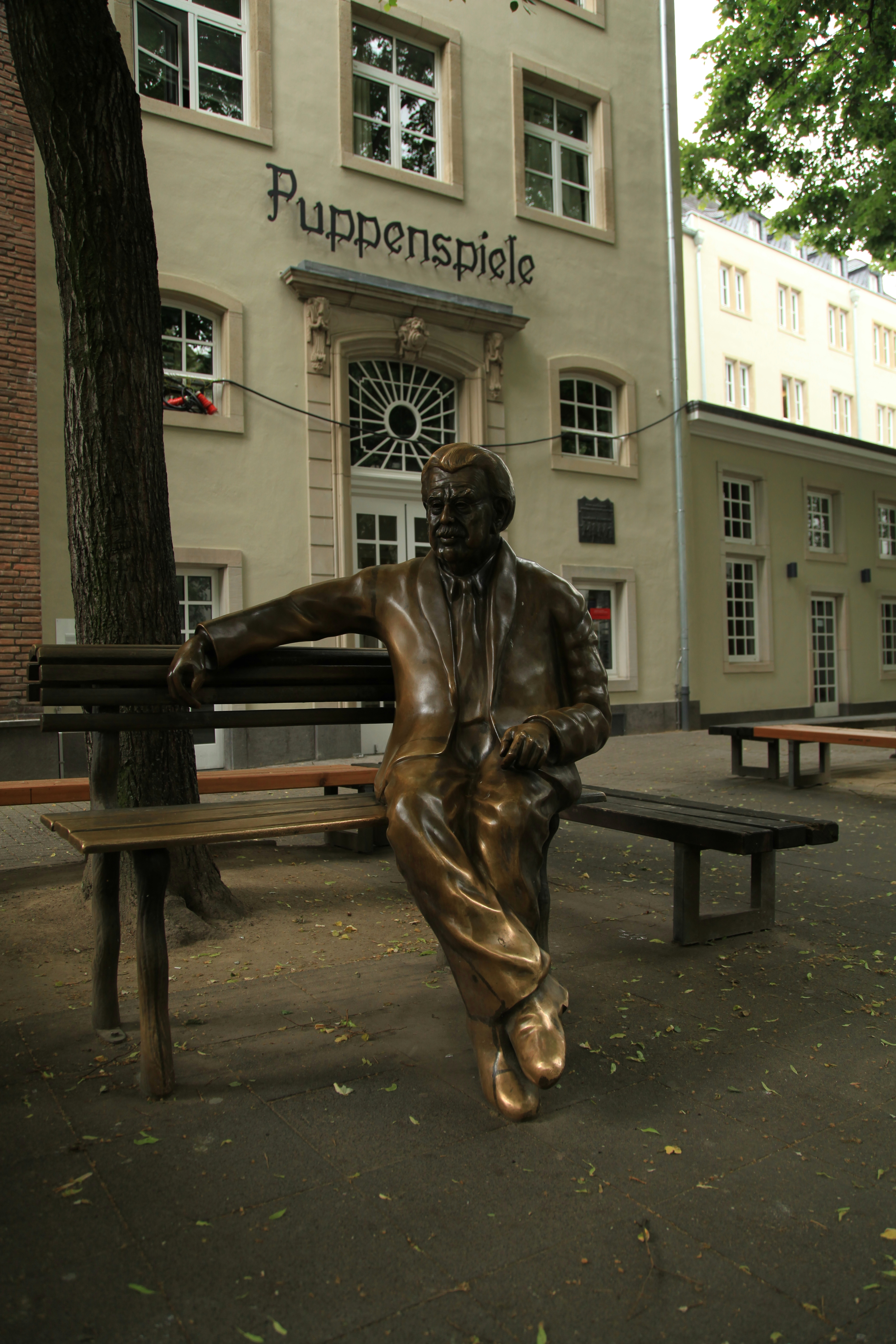
Памятник Вилли Милловичу в Кёльне

### Актёр
С 1949 года Вилли Миллович начал сниматься в фильмах, первым был фильм «Разыскивается Майора» (Gesucht wird Majora), который вышел 2 сентября 1949 года. 125 фильмов (до 1996 года) и роли на телевидении обеспечили дополнительный доход Милловичам, экономическое положение которых было довольно неустойчивым. Среди них: «Трое на коне» (1957), «Два сердца в мае» (1958), «Скамполо» вместе с Роми Шнайдер (1958) и «К чёрту Пенне» (1968) в роли отца Ханси Крауса и в роли второго актера в Голливудском фильме «Помогите, американцы идут!»" (оригинальное название «National Lampoon’s European Vacation») с участием Чеви Чейза (1985). Самая известная телевизионная роль актёра— комиссар Клефиш на телевидении WDR (Западно-германское вещание) с 7 января 1990 года, который транслировался до 7 января 1996 года.
Первая прямая трансляция пьесы на немецком языке состоялась 19 октября 1953 года. В спектакле по пьесе поэта Карла Бунье, творившего на нижненемецком диалекте, Вилли Миллович сыграл главную роль. После этого спектакля народный театр Милловича стал известен по всей стране. В последующие десятилетия по телевидению транслировались комедии, поставленные в этом театре. Их стали называть Straßenfeger (дворники, чистильщики улиц, так как во время спектаклей людей на улице оставалось мало), в том числе благодаря его партнерше по сцене Эльзе Шолтен, выступавшей в театре с 1920 года. 14 сентября 1968 года Миллович выступил в роли гостя на сцене театра Онсорг в рамках телевизионной лотереи ARD (Гамбург) — сыграл у режиссёра Ханса Малера в комедии «Гадалка на картах» роль окружного судьи Клайнфиша.
Миллович развлекал свою аудиторию более сорока лет бесчисленными представлениями, созданными им самим или на телевидении — в основном под руководством его друга Карла Весселера — часто вместе со своей сестрой и детьми. Однако, не мог сам писать пьесы, о чём очень сожалел.

## Певец
Миллович также пробовал себя в качестве поп-певца. В 1960 году он заключил первый контракт со звукозаписывающей студией «Ариола». Его первый сингл назывался «Когда эта песня станет хитом»(Wenn dieses Lied ein Schlager wird). Через несколько месяцев за ним последовала его первая песня об алкоголе «Сегодня мы синие» (Heut‘ sind wir blau). Его самым большим хитом стала карнавальная песня «Schnaps, das war sein letztes Wort» (Шнапс- его последнее слово) в ноябре 1960 года и была продана более 900 000 раз. Популярными песнями были Das Herz von Köln (1961), Die Liebe ist vergänglich (1961), Wir sind alle kleine Sünderlein (1964), Heidewitzka, Herr Kapitän (1979) und In meiner Badewanne bin ich Kapitän (1982).
На протяжении десятилетий он был одним из самых популярных исполнителей карнавальных песен в Рейнской области. Песня Фрица Вебера «Ich bin ene kölsche Jung» (Я-кёльнский паренёк) до сих пор ассоциируется с его именем. В 1979 году он спел с Хайди Кабель «Der will was von mir», немецкую версию популярной песни «Stumblin' In» Крис Нормана и Сюзи Кватро. Сингл был записан под руководством певца, композитора и продюсера Петера Орлова (Петер Орлофф).
Вилли Миллович скончался 20 сентября 1999 года в больнице Святой Елизаветы в Кёльне (Hohenlind) от сердечной недостаточности. 25 сентября 1999 года он был похоронен на кладбище Мелатен в Кёльне. Панихида была проведена епископом-помощником Фридгельмом Хофманном в Кёльнском соборе, в котором отпевают только церковных сановников. Органист собора Клеменс Ганц сыграл импровизацию на тему песни «Ich bin ene kölsche Jung».

## Награды и память
В 1983 году Миллович первым был удостоен телевизионной премии Telestar (Телезвезда) радио-телекомпании «Западно-германское вещание» (WDR).
В 1994 году получил Большой крест за заслуги перед Федеративной Республикой Германия.
17 марта 1989 года город Кёльн присвоил Вилли Милловичу звание почётного гражданина.
19 марта 1989 года он был награжден орденом «За заслуги перед государством Северный Рейн-Вестфалия».
В 1989 году по случаю его 80-летия Группа «Höhner» посвятила ему песню «Willy, wat wör Kölle ohne Dich» (Чем был бы Кёльн без тебя) .
В 1992 году кельнский театральный деятель Гарри Оуэнс профинансировал мемориал Вилли Милловичу, который был установлен в старом городе на Айзенмаркте.
В том же году Миллович выступил в качестве ведущего и певца на кёльнском концерте «Arsch huh, Zäng ussenander» (Arsch hoch, Zähne auseinander- призыв подняться и выступить против) против расизма и антисемитизма.
Медаль Вилли Милловича ежегодно вручается с 2003 года личностям, внесшим особый вклад в «Кёльше Речь».
В 2013 году площадь, ранее широко известная как Гертруденплатц (угол Breite Strasse / Gertrudenstrasse ♁ 50 ° 56 ′ 18,6 ″ N , 6 ° 56 ′ 43,4 ″ E), была переименована в площадь Вилли Милловича (Willy-Millowitsch-Platz). [9] Памятник Вилли Милловичу из Айзенмаркта был перенесен туда 25 апреля 2014 года.

## Другие награды
•	1961: Браво Отто в золоте
•	1962: Браво Отто в серебре
•	1983: Телестар
•	1990: Бэмби
•	1992: Бэмби
•	1994: Золотая медаль Вилли-Остерманна (высшая награда Кельнского карнавала)
•	1994: Баварская телевизионная премия (Почетная премия премьер-министра Баварии)
В 1982 году фирма «Розен Тантау» назвала новую чайно-гибридную розу «Вими» в честь Вилли Милловича. На церемонии присвоения розе названия Вилли Миллович сказал: «До этого вы могли видеть и слышать меня, теперь вы можете меня даже понюхать».

## Фильмография
- 1949: Разыскивается Майора
- 1951: Тигр Акбар
- 1952: Счастливый виноградник
- 1953: Сценический заяц (ТВ)
- 1955: Компания по производству спальных мешков
- 1955: Проданный дедушка (ТВ)
- 1955: Два голубых глаза
- 1956: Сценический заяц
- 1957: Трое на одной лошади
- 1957: Мир прекрасен
- 1957: Два сердца в мае
- 1958: Скамполо
- 1958: Сельский врач
- 1958: Любовь, девушки и солдаты
- 1958: Отец, мать и девять детей
- 1959: Каждый день не воскресенье (Не всё коту маленица)
- 1959: Не оставляй меня одну в воскресенье
- 1959: Шнайдер Виббель
- 1960: Настоящий Якоб
- 1960: Вилли, частный детектив
- 1961: Турист-альпинист (Der Hochtourist)
- 1961: В районе ночных курток (ТВ)
- 1961: Роберт и Бертрам
- 1961: Летучая мышь
- 1962: Густой воздух
- 1962: Цыганский барон
- 1962: Тетя Ютта из Калькутты (ТВ)
- 1964: Три лицемера
- 1965: Три кёльнских мальчика (ТВ)
- 1966: Ограбление сабинянок (ТВ)
- 1967: Смелый пловец (ТВ)
- 1967: Шёпот на сеновале
- 1967: Прекрасные времена в Шпессарте
- 1968: Рай юрких грешников
- 1968: Отто увлекается женщинами
- 1968: Мастер-боксер (ТВ)
- 1968: Гадалка по картам (ТВ)
- 1968: Хамы из первого банка — К черту Пенне
- 1968: У хозяйки тоже есть граф
- 1968: Пансион Schöller (ТВ)
- 1969: Klassenkeile- (Стать барабанщиком несложно — студентом — очень много)
- 1969: Дядя Чарли
- 1969: Почему я сказал «да» только дважды?
- 1970: Хозяйка тоже любит трубить в трубу
- 1971—1973: Hei-Wi-Tip-Top (ТВ)
- 1972: Веселая четверка с заправки
- 1973: Наша тетя последняя
- 1973: Старая лодка и молодая любовь
- 1975: Хранитель тайн
- 1975: В районе ночных курток (ТВ)
- 1978: Деньги в банке (ТВ)
- 1979: Морда (ТВ)
- 1981: Целомудренный живодёр (ТВ)
- 1982: Наглость
- 1983: Дикие пятидесятые
- 1985: Помогите, американцы идут (National Lampoon’s European Vacation)
- 1987: Девушка из лифта (ТВ)
- 1989: Инспектор Клефиш — Дело для дяди (ТВ)
- 1990: Хайди и Эрни (сериал)
- 1990: Тетя Ютта из Калькутты (ТВ)
- 1991: Пицца Колония
- 1991: Инспектор Клефиш — официальное преступление (ТВ)
- 1992: Голубой Генрих (ТВ)
- 1992: Инспектор Клефиш — Неизвестный свидетель (ТВ)
- 1993: Инспектор Клефиш — Смерть у моря (ТВ)
- 1993: Пансион Schöller (ТВ)
- 1995: Инспектор Клефиш — Худший случай Клефиша (ТВ)
- 1996: Инспектор Клефиш — Все кончено (ТВ)

## Произведения
Amüsantes Handbuch der Getränke. Juncker Verlag, München 1970 ISBN 3-7796-7501-3.
Meine besten Freunde: Tünnes und Schäl, Klein Erna, Graf Bobby. Lichtenberg-Verlag, München 1971 ISBN 3-7852-1112-0.
Heiter währt am längsten — Die Bühne meines Lebens. Hestia Verlag, Bayreuth 1988 ISBN 3-7770-0385-9.